# Barwick (Somerset)
Barwick is een civil parish in het bestuurlijke gebied South Somerset, in het Engelse graafschap Somerset met 1221 inwoners.